# Jardin Alexandre-Soljenitsyne
 (mai 2024).
Le jardin Alexandre-Soljenitsyne est le nom de l'ancien jardin de la Place-de-la-Porte-Maillot. C'est un espace vert à cheval sur les 16e et 17e arrondissements de Paris.

## Situation et accès

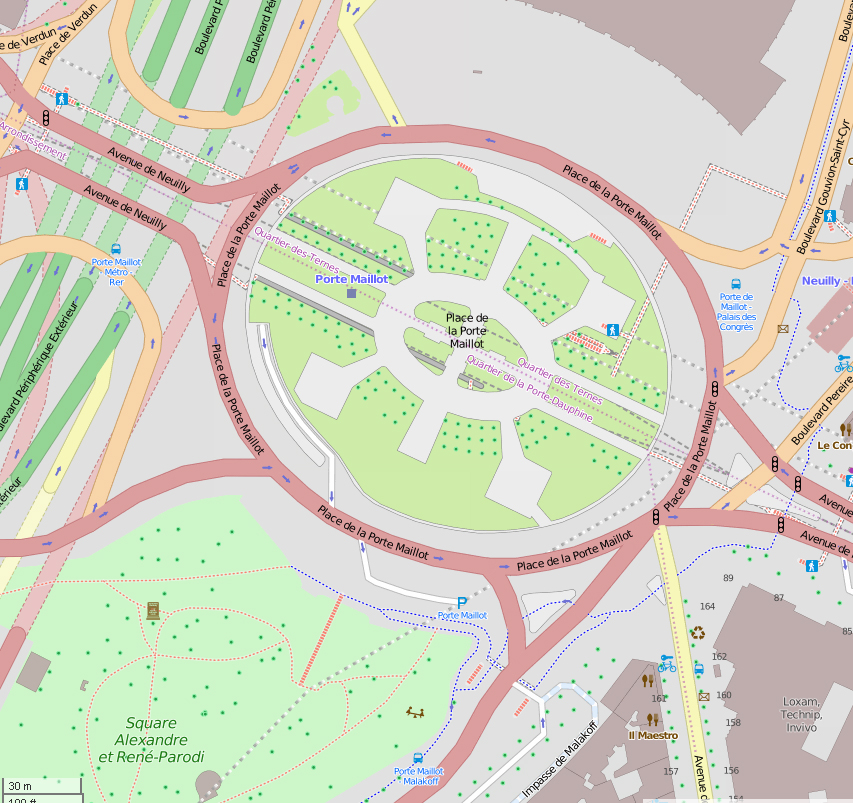
Jardin Jardin Alexandre-Soljenitsyne au centre de la place de la Porte-Maillot.

Le jardin est accessible par des escaliers et un passage souterrain au 2, place de la Porte-Maillot, devant le palais des congrès.
Côté Neuilly, il y a deux passages pour piétons de plain-pied. Il communique également par un passage souterrain avec le square Alexandre-et-René-Parodi, son voisin, situé dans le 16e et qui fut créé en 1958. Celui-ci s'étend sur 23 595 m2, ce qui en fait le plus grand square de l'arrondissement.
Il est desservi par la ligne 1 à la station Porte Maillot.

## Origine du nom
Ce nom honore l'écrivain et dissident russe, Alexandre Soljenitsyne (1918-2008), écrivain majeur du XXe siècle, prix Nobel de littérature 1970, auteur notamment d'Une journée d'Ivan Denissovitch, de L'Archipel du Goulag et de La Roue rouge.

## Historique
Le jardin de la place de la Porte-Maillot est créé en 1974 au milieu de la place de la Porte-Maillot, lors de la construction du boulevard périphérique et du palais des congrès. Complétant l’aménagement de la place de la porte Maillot, qui l'entoure, il a une superficie de 1 612 m2.
Ce jardin a été rebaptisé « jardin Alexandre-Soljenitsyne » en 2012 (alors que les huit voies l'entourant de toutes parts ont  gardé le nom de « place de la Porte-Maillot »).
La place est réaménagée dans la première moitié des années 2020.

## Description

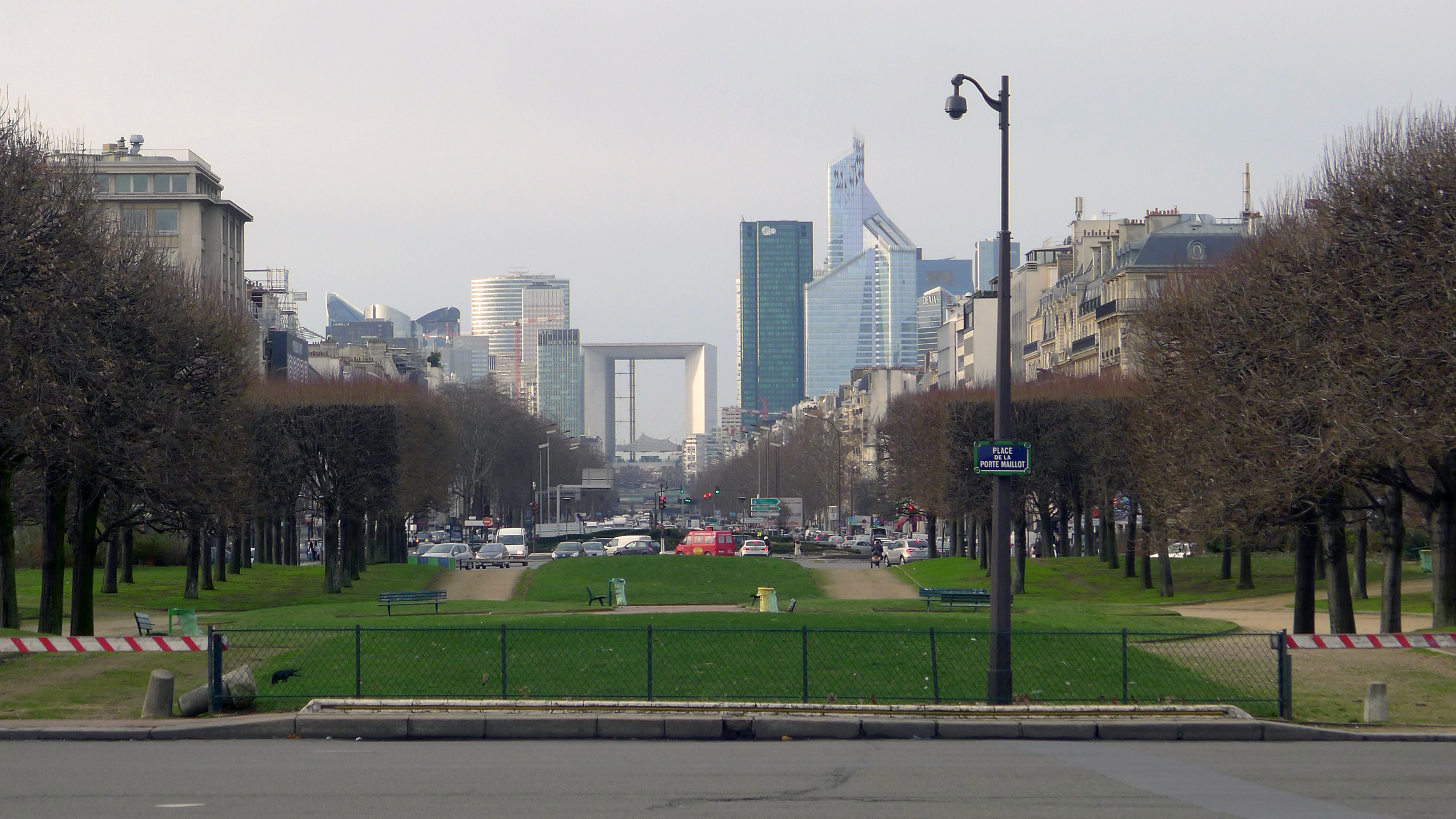
Place Alexandre-Soljenitsyne.
En arrière-plan, la perspective vers la Défense.

De forme ovale sur le terre-plein central situé en bordure du palais des congrès de la porte Maillot, ce jardin s'inscrit dans la perspective de l'axe historique parisien (Étoile-La Défense) dont les silhouettes se dessinent de part et d’autre du jardin. Des massifs arbustifs côtoient un alignement d'une centaine de tilleuls taillés en « plateau-rideau ». Lavandes, rosiers et genêts apportent un peu de fraîcheur à ce jardin coincé entre deux grands axes de circulation, au chevet du palais des congrès.
Ce rond-point, à l'orée de Paris, présente la particularité d'abriter en son terre-plein central une colonie de lapins.

« Le rond-point de la porte Maillot, c’est une île, située en plein milieu de l’océan urbain. Y cohabitent des gens du voyage, des mendiants, des punks, mais aussi des touristes en transit, des passants, et… des lapins. C’est une adresse globale où ces diverses populations se croisent, parfois se rencontrent ou encore se dévorent. »